# Rizo (filme)
Rizo é um filme de drama venezuelano de 1999 dirigido e escrito por Julio Sosa Pietri. Foi selecionado como representante da Venezuela à edição do Oscar 2000, organizada pela Academia de Artes e Ciências Cinematográficas.

## Elenco
- Jean Carlo Simancas - Alejandro del Rey
- Arcelia Ramírez - Lucía / Sandra
- Luly Bossa - Shara Goldberg
- Claudio Obregón - Julio Andrés Martínez
- Julio Medina - Ataúlfo
- Fausto Cabrera - Alfonso del Rey
- Roberto Colmenares - Francisco Leoz
- Amanda Gutiérrez - Mimí Cordero